# Amphiesma pealii
Amphiesma pealii este o specie de șerpi din genul Amphiesma, familia Colubridae, descrisă de Sclater 1891. Conform Catalogue of Life specia Amphiesma pealii nu are subspecii cunoscute.